# Fabien Remblier
Fabien Remblier (14 gennaio 1970) è un attore e regista francese.

## Biografia
È conosciuto in Italia soprattutto per il ruolo di Jérôme, nella serie cult degli anni Novanta, Primi baci.
Ha creato un sito internet che include un blog in cui l'attore espone la sua visione e le sue esperienze sul gruppo di produzione AB, una casa di produzione che ha prodotto numerose sit-com di successo, inoltre, è uscito nel dicembre 2006, un libro, intitolato Les Années Sitcom nel quale Fabien parla dei ricordi degli anni della sitcom francese di grande successo.
Ha partecipato alla trasmissione francese Ça se discute, con altri attori della casa di produzione AB o altre personalità cadute nella desuetudine mediatica, come Magalie Madison o Mallaury Nataf.
Fabien lavora oggi nel campo dell'informatica e della produzione.

## Filmografia

### Cinema
- 2021: Jeanne, cortometraggio in 3D
- 2020: Ride in Paris, cortometraggio in 3D
- 2018: Dans Tes Pas, cortometraggio in 3D
- 2010: Symphony in 3D, film in 3D
- 2010: Une nuit au cirque, film in 3D
- 2002: Making Off del videoclip Rue de la Paix di Zazie
- 2004: Sans titre, cortometraggio per il Municipio di Parigi

### Televisione
- 1984: Jeu, set et match, Telefilm di Michel Wyn
- 1985: Scout toujours..., Film di Gérard Jugnot
- 1985: La chambre d'ami, Telefilm di Caroline Huppert
- 1986: Chahut-bahut, Telefilm in 6 episodi di Jean Sagols
- 1988: Pause-café, Telefilm di Serge Leroy
- 1989: En cas de bonheur, Serie
- 1990: Le massacre de la Saint Thomas, Telefilm di Johannic Desclercs
- 1991/1995: Primi baci, Serie (in francese, titolo originale, Premiers baisers)
- 1992: Autore di 3 episodi della serie Primi baci
- 1995/1997: Les années Fac, Serie
- 2000: Les Vacances de l'amour, Serie

## Videografia
- 2006: L'échiquier, videoclip per Doriand (Mercury)
- 2007: Adélaide, videoclip per Thierry Cadet (Les Artistes Anonymes)
- 2007: J'y étais pas, videoclip per Les Marguerites (Home Made Records)

## Pubblicità
- 1985: Alsa di Ralph MacDonald
- 1986: Ramazzotti di Jed Falby (Italia)
- 1988: One O One di Jed Falby (Italia)
- 1992: Ricoré di Jean Becker
- 2000: Fjord di Vincent de Brus

## Discografia
- 2000: Partecipazione al doppio CD Party In Lyceum's Toilets di Awaken

## Pubblicazioni
- 2005/2006: Autore de "Les années sitcom" (editore: Mediacom Promotion)
- 2011: Autore de "Tourner en 3D-relief" (editore: Eyrolles)